# Isotherme (ligne)
Pour les articles homonymes, voir Isotherme.

Ligne de l'isotherme de 10 degrés Celsius en été, limitant sur une carte climatologique la zone polaire.

Une ligne isotherme, ou plus simplement isotherme, est une ligne ou frontière fictive le long de laquelle la température est constante. On peut définir une infinité d'isothermes, pour chaque température mesurable. Le terme est surtout employé en météorologie et en climatologie pour désigner les zones de même température de l'air au sol ou en altitude, mais il est également utilisé en océanographie pour l'analyse de la température de l'eau, en géothermie pour la température du sous-sol terrestre, en astrophysique pour la mesure de la température de la surface et des profondeurs des étoiles comme le Soleil, etc. On peut construire des isothermes pour l'étude de tous les corps et fluides grâce à des sondages appropriés. Aux isothermes sont liées les températures et leurs variations ; à ces secondes mesures sont rattachées des variations de grandeurs physiques diverses : pression, transformation de la matière...

## Origine
La théorie des lignes isothermes et l'idée de produire et suivre des cartes de température avec isotherme viennent d'Alexander von Humboldt, qui les a exprimées dans une publication de 1817 intitulée Des lignes isothermes et de la distribution de la chaleur sur le globe

## Météorologie
La construction d'isothermes pour l'atmosphère est réalisée par le traitement informatique ou manuel de mesures enregistrées par des ballons-sondes, dans le cadre des prévisions météorologiques. Une isotherme est une donnée qui renseigne non seulement sur la température dans l'atmosphère, mais aussi sur la façon dont évoluera la pression atmosphérique en corrélation avec les conditions météorologiques à un moment donné, car température et pression sont reliées par la loi des gaz parfaits.